# Гай Корнелій Цетег (змовник)
Гай Корнелій Цетег (*Gaius Cornelius Cethegus, бл.93 до н. е. — 5 грудня 63 до н. е.) — політичний діяч часів Римської республіки, учасник змови Катиліни.

## Життєпис
Походив з патриціанського рду Корнеліїв Цетегів. Син Публія Корнелія Цетега, претора 86-84 років до н. е., та Кальпурнії, доньки Луція Кальпурнія Пізона Цезоніна, консула 112 року до н. е. Між 78 і 71 роками до н. е. служив під командуванням Квінта Цецилія Метелла Пія в Іспанії на посаді контубернала. В цей час підозрювався в організації замаху на Метелла.
У 63 році до н. е. обіймав посаду квестора. За деякими відомостями, в цьому ж році Луцій Емілія Павло мав намір притягти Цетега до суду за звинуваченням в насильницьких діях, але не зробив цього. З 64 року до н. е. стає дним з головних прихильників змови Катіліни. Після від'їзду останнього разом з Публієм Корнелієм Лентулом Сурою взяв на себе керівництво змовниками, що залишилися в Римі. У цей час виявляв відвагу, енергію і рішучість, спонукав соратників до негайних дій. Цетег зажадав смерті кількох консуляров і претора, а сам мав намір вбити Цицерона.
Зберігав у своєму будинку призначену для змовників зброю. Саме Цетег підписав листи до вождів галлів-аллоброгов, щоб підбурити їх до заколоту. Після того, як Цицерон захопив ці листи, Цетега було арештован. Утримувався в будинку Квінта Корніфіція, звідки спробував організувати заколот своїх прихильників, проте марно. 5 грудня 63 року до н. е. засуджений до смерті й того ж дня страчений.